# Schildia alphus
Schildia alphus är en tvåvingeart som beskrevs av Martin 1975. Schildia alphus ingår i släktet Schildia och familjen rovflugor. Inga underarter finns listade i Catalogue of Life.